# Dieter Hofer
Dieter Hofer (* um 1950) ist ein österreichischer Badmintonspieler. 

## Karriere
Dieter Hofer gewann 1971 seinen ersten nationalen Titel in Österreich, wobei er im Doppel mit seinem Bruder Alfred erfolgreich war. 1973 und 1974 siegte er erneut im Doppel mit seinem Bruder. Bei den Malta International 1975 gewannen beide ebenfalls die Herrendoppelkonkurrenz.

## Sportliche Erfolge
| Saison | Veranstaltung                   | Disziplin    | Platz | Name                        |
| ------ | ------------------------------- | ------------ | ----- | --------------------------- |
| 1971   | Österreich: Einzelmeisterschaft | Herrendoppel | 1     | Alfred Hofer / Dieter Hofer |
| 1973   | Österreich: Einzelmeisterschaft | Herrendoppel | 1     | Alfred Hofer / Dieter Hofer |
| 1974   | Österreich: Einzelmeisterschaft | Herrendoppel | 1     | Alfred Hofer / Dieter Hofer |
| 1975   | Malta International             | Herrendoppel | 1     | Alfred Hofer / Dieter Hofer |